# Выборы в Европейский парламент на Мальте (2009)
Выборы в Европейский парламент на Мальте прошли 6 июня 2009 года одновременно с выборами в местные советы. Мальтийская делегация включала 5 депутатов. 
В декабре 2009 года делегация Мальты была увеличена с 5 до 6 депутатов в результате подписания Лиссабонского договора. Дополнительное место получила Лейбористская партия, увеличив своё представительство с 3 до 4 мест.

## Результаты
| Партия                              | Партия                              | Европейская партия                  | Лидер партии                        | Голоса  | %      | +/– | Места | +/– |
| ----------------------------------- | ----------------------------------- | ----------------------------------- | ----------------------------------- | ------- | ------ | --- | ----- | --- |
|                                     | Лейбористская партия (MLP)          | Партия европейских социалистов      | Альфред Сант                        | 118 983 | 48,42  | —   | 3     | —   |
|                                     | Националистическая партия (PN)      | Европейская народная партия         | Лоренс Гонци                        | 97 688  | 39,76  | —   | 2     | —   |
|                                     | Демократическая альтернатива (AD)   | Европейская партия зелёных          | Арнольд Кассола                     | 5 802   | 2,34   | —   | 0     | —   |
|                                     | "Imperium Europa"                   |                                     |                                     | 3 638   | 1,47   | —   | 0     | —   |
|                                     | Национальное действие               |                                     |                                     | 1 602   | 0,64   | —   | 0     | —   |
|                                     | Прочие                              | Прочие                              | Прочие                              | 434     | 0,17   | —   | 0     | —   |
| Действительных бюллетеней           | Действительных бюллетеней           | Действительных бюллетеней           | Действительных бюллетеней           | 248 169 | 97,69  |     |       |     |
| Недействительных/пустых бюллетеней  | Недействительных/пустых бюллетеней  | Недействительных/пустых бюллетеней  | Недействительных/пустых бюллетеней  | 5 870   | 2,31   |     |       |     |
| Всего                               | Всего                               | Всего                               | Всего                               | 254 039 | 100,00 | —   | 5     | —   |
| Зарегистрированных избирателей/Явка | Зарегистрированных избирателей/Явка | Зарегистрированных избирателей/Явка | Зарегистрированных избирателей/Явка | …       | 78,81  | —   |       |     |
| Источник: maltadata.com             |                                     |                                     |                                     |         |        |     |       |     |